# 1994 EQ1
1994 EQ1 är en asteroid i huvudbältet som upptäcktes den 10 mars 1994 av den japanska astronomen Takao Kobayashi vid Ōizumi-observatoriet.
Asteroiden har en diameter på ungefär 4 kilometer.